# Lossit (Kilmeny)
Lossit ist ein Weiler nahe der Ostküste der schottischen Hebrideninsel Islay. Die Ortschaft liegt vier Kilometer südwestlich des Fährhafens Port Askaig und zwölf Kilometer nordöstlich von Bowmore, dem Hauptort der Insel. Lossit liegt am Nordostufer des Loch Lossit und ist über eine einspurige Straße, die in Ballygrant von der A846 abzweigt, erreichbar. Im Jahre 1841 lebten 55 Personen in Lossit. Zehn Jahre später war die Einwohnerzahl auf 65 gestiegen. Heute befinden sich noch mehrere bewohnte Gebäude in Lossit, unter anderem die Verwaltung der Ländereien des nordöstlich, jenseits der heute aufgegebenen Ortschaft Kilslevan gelegenen Dunlossit House.
Zwischen 1826 und 1862 wurde in Lossit eine Whiskybrennerei gleichen Namens betrieben. Sie befand sich wahrscheinlich am nördlich gelegenen Loch Ballygrant. Die Brennereigebäude sind heute nicht mehr erhalten.

## Umgebung
Wenige hundert Meter in nordöstlicher Richtung auf einem Hügel befinden sich die einzigen erhaltenen Überreste eines Brochs auf Islay. Er durchmisst etwa 23 m, die sich auf ein durchschnittlich etwa 4,8 m mächtiges Mauerwerk und einen etwa 13,7 m durchmessenden Innenhof verteilen. Am Ufer von Loch Lossit befand sich wahrscheinlich einst eine Kapelle mit angeschlossenem Friedhof. Diese soll durch die Erhöhung des Wasserstandes des Sees untergegangen sein und ist heute nicht mehr auffindbar.